# Projecte X (pel·lícula de 1987)
Projecte X (títol original en anglès: Project X) és una pel·lícula d'aventures amb rerefons dramàtic de 1987, produïda per Walter F. Parkes i Lawrence Lasker, dirigida per Jonathan Kaplan i protagonitzada per Matthew Broderick i Helen Hunt. Ha estat doblada al català.

## Argument
Jimmy Garret (Matthew Broderick) és un jove pilot de les forces aèries estatunidenques que des de petit va ser educat en un ambient militar a causa de la influència del seu pare, un alt càrrec de l'exèrcit. Després de cometre algunes infraccions i sense preveure-ho per endavant, se li assignarà una vacant en un complex militar per encarregar-se de cuidar uns ximpanzés que estan sent utilitzats en uns experiments militars. La seva actitud cap al treball canvia quan Virgil, un nou ximpanzé educat en la llengua de signes, arriba al complex.

## Repartiment
- Matthew Broderick: jove pilot Jimmy Garret.
- Helen Hunt: Teri MacDonald, l'estudiant de postgrau la funció investigadora del qual és l'educació en el llenguatge de signes al ximpanzé Virgil.
- Bill Sadler.
- Jonathan Stark.
- Robin Grammell.
- Stephen Lang.
- Pamela Ludwig.
- Harry Northup.
- Johnny Ray McGhee.
- Daniel Roebuck.
- David Raynr.